# 榛東村
榛東村（日语：／ Shintō mura */?），是位于日本群馬縣中部，榛名山東麓的一村。